# Dům Bartoloméa Baróa
Dům Bartoloméa Baróa, katalánsky Casa d'en Bartolomé Baró, je dům v hradbách španělského města Tarragona. Stojí na ulici Portella 15 a je chráněnou památkou lokálního významu pod číslem IPA-12492.

## Popis
Byl postaven na konci 19. století. Vstup je na ulici Portella, zadní fasáda na ulici Passeig de Sant Antoni. Přední fasáda má tři balkony podepřené konzolami (konzole jsou i na podstřešní římse) a jsou zdobeny bohatým kováním. Zadní fasáda má prostřední balkon krytý - s kováním a výplněmi z barevného skla. Obě fasády jsou pokryty sgrafity s rostlinnými motivy.

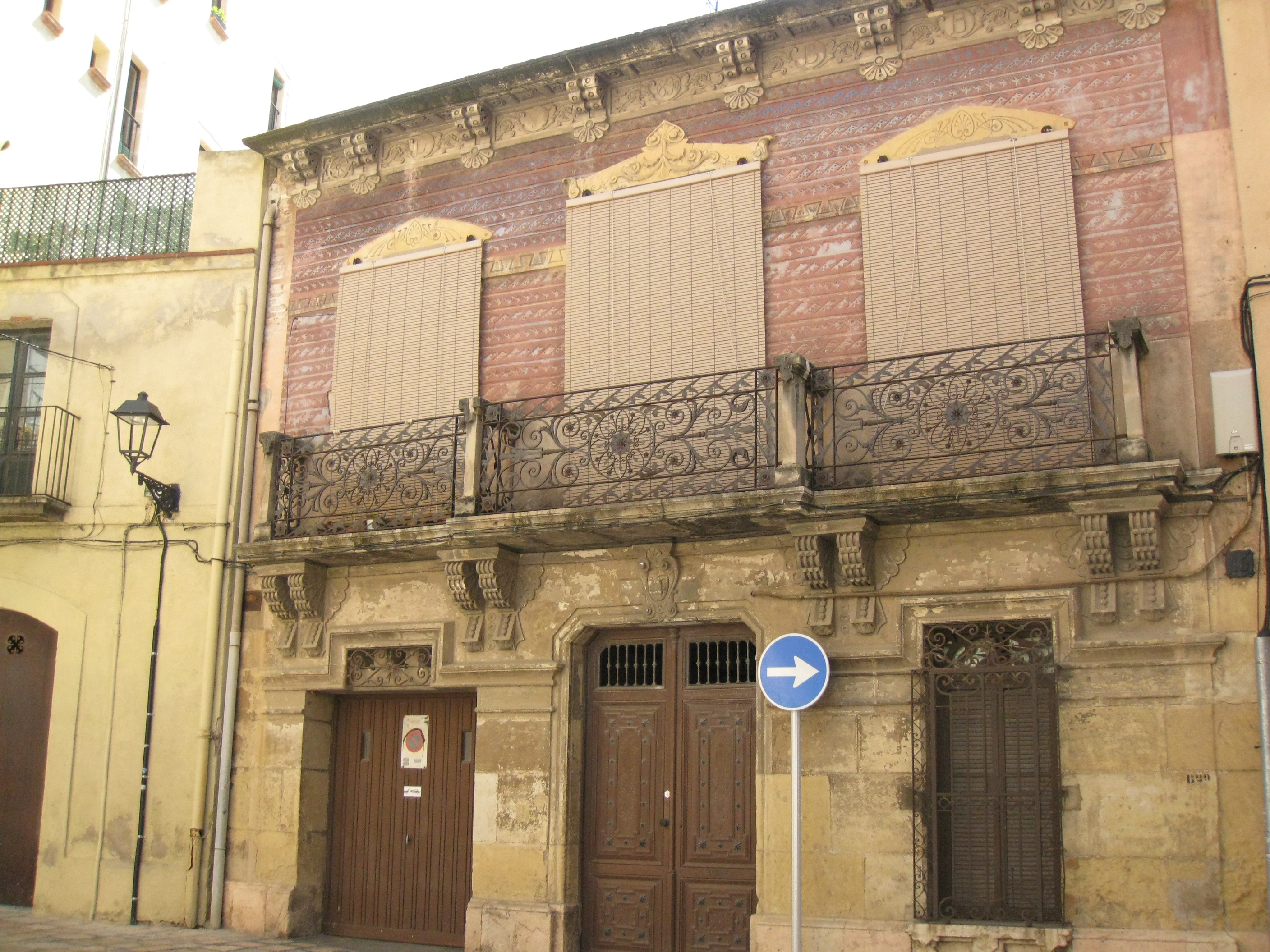
Přední fasáda
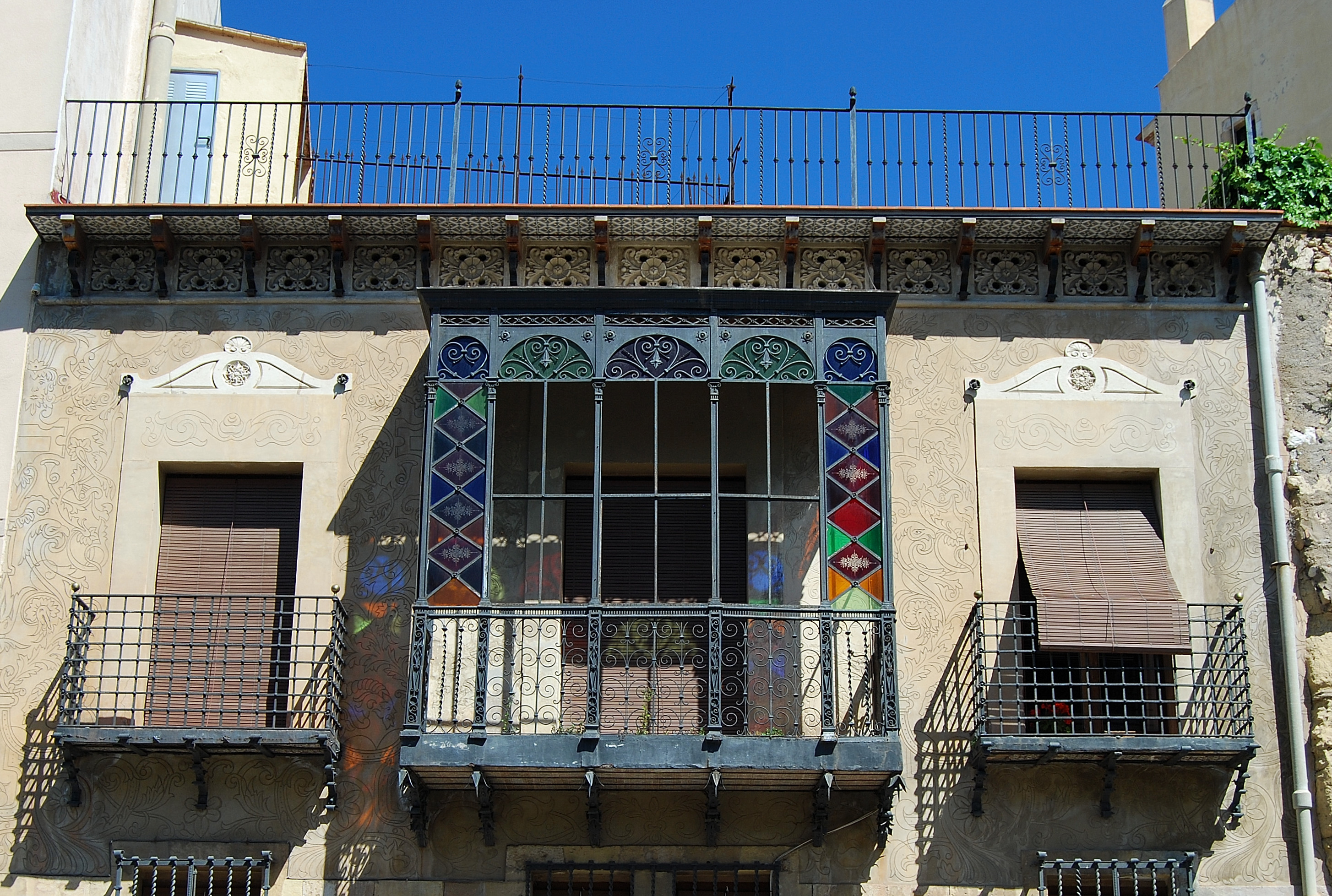
Krytý balkon